# Мейрану (озеро)
Ме́йрану (Берзгалес; устар. Берзино, Берзигал; латыш. Meirānu ezers, Bērziņu ezers, Čumiņas ezers) — эвтрофное озеро в восточной части Латвии. Располагается на территории Берзгальской волости Резекненского края. Относится к бассейну Великой. Исток Утрои.
Озеро вытянуто в субмеридиональном направлении на 2,1 км, максимальная ширина — 1 км. Находится на высоте 138,3 м над уровнем моря у восточной окраины Берзгале, на Бурзавском всхолмлении Латгальской возвышенности. Площадь водной поверхности озера составляет 1,12 км², общая — 1,15 км². Наибольшая глубина — 6,9 м, средняя глубина — 3,3 м. Есть два острова, общей площадью 3 га. Подвержено зарастанию вдоль берегов. Через протоку на юго-западе сообщается с озером Мицану, на севере — с озером Сиеминейтс, на востоке — с озером Капинейтс. Площадь водосборного бассейна — 32,8 км² (по другим данным — 27 км²). С южной стороны вытекает Утроя, левый приток Великой.